# Белладер
Белладер (фр. Belladère, гаит. креол. Beladè) — город, расположенный в Центральном департаменте, Республика Гаити.
Расположен на востоке Гаити, рядом с границей Доминиканской республики. Город основан 31 октября 1948 года президентом Гаити Дюмарсе Эстиме, которому понравился местный климат и ландшафт. Административно Белладер разделён на три коммуны.